# Gloster III
Dimensions
Le Gloster III est un hydravion de course britannique des années 1920 conçu pour participer à la Coupe Schneider. C'était un monoplace monomoteur biplan construit à deux exemplaires. Un de ces avions termina second lors de la course de 1925.

## Conception et développement
En 1924, la Gloster Aircraft Company conçut et construisit le Gloster II, un hydravion de course pour la Coupe Schneider développé à partir du Gloster I. Le crash du premier prototype lors des tests ne permit pas aux Anglais d'être prêts pour la course. Celle-ci fut donc reportée à 1925 sur décision de l'organisateur, l'American Aero Club .
Afin de rivaliser pour la course de 1925, le Ministère de l'Air Britannique commanda à Gloster la conception et la construction de deux exemplaires d'un nouvel hydravion de course en février 1925.[a] Le Gloster III fut lui-même développé à partir du modèle précédent, le Gloster II. C'était un hydravion biplan à ailes monoplans, de construction en bois, motorisé par un moteur Napier Lion VII de 700 hp (522 kW). L'avion était équipé de radiateurs Lamblin sur le bord inférieur des ailes . Avec 6,1 m d'envergure, le Gloster III fut le plus petit avion Britannique jamais construit avec cette puissance à l'époque .
Le premier prototype (N° de série N194) effectua son premier vol le 29 août 1925, piloté par Hubert Broad. Le deuxième appareil (Numéro civil G-EBLJ et numéro militaire N195) effectua son premier vol quelques jours plus tard, piloté par Bert Hinkler .

## Historique opérationnel
Les pilotes eurent peu de temps pour l'entrainement en vol sur le Gloster III, avec seulement quatre vols pour N194 et un seul pour N195, avant de partir pour l'Amérique. Lorsque le Supermarine S.4 s'écrasa lors des tests de navigation le 23 octobre 1925, N195, qui était conservé comme avion de réserve, fut préparé en vue de prendre part à la course, piloté par Hinkler . Cependant, le matin de la course, N195 fut endommagé pendant les tests de roulage, laissant seul à Broad sur N194 le soin de porter les espoirs anglais dans la course l'après-midi.
Lors de la course, le Gloster III fut surclassé par l'avion américain. L'épreuve fut remportée par le Lieutenant James Doolittle, sur Curtiss R3C-2 à une vitesse moyenne de 374.443 km/h , soit 53 km/h plus rapide que Broad, enregistré à 320.537 km/h . L'Italien De Briganti, à bord du Macchi M.33, termina à la troisième place et les deux autres Curtiss R3C-2 ne terminèrent pas la course.
À la suite de la course, les deux Gloster III retournèrent en Angleterre, puis après modifications furent utilisés pour la formation des pilotes de la High Speed Flight RAF pour la préparation de la course de 1927.

## Versions
Gloster III : Versions originales, motorisées par un Napier Lion de 700 ch (522 kW). Deux exemplaires.
Gloster IIIA : Modification de la queue pour résoudre les problèmes de stabilité rencontrés lors du premier vol.
Gloster IIIB : Modification de N195 après la Coupe Schneider de 1925. Radiateurs de surface à faible traînée montés sur les quatre ailes et queue en porte-à-faux modifiée. Vitesse maximale augmentée à 406 km/h.

## Opérateurs
Royaume-Uni
- Royal Air Force